# Cholodnoevatnet
Cholodnoevatnet är en sjö i Antarktis. Den ligger i Östantarktis. Norge gör anspråk på området. Cholodnoevatnet ligger 39 meter över havet.